# Accord de libre-échange entre le Mexique et le Pérou
L'accord de libre-échange entre le Mexique et le Pérou, en espagnol Acuerdo de Integración Comercial Perú – México, est un accord de libre-échange signé le 6 avril 2011 et mis en application le 1er février 2012.